# 나만 없다면
《LISTEN 017 나만 없다면》은 대한민국의 가수 제아의 디지털 싱글이다. 2017년 10월 21일에 발매되었다. 대한민국의 기획사 미스틱엔터테인먼트의 음악 플랫폼 LISTEN을 통해 발매되었다.

## 제작
대한민국의 가수 윤종신은 80년대 사운드와 분위기를 재현하는 작업을 꾸준히 이어오고 있다. 프로젝트의 일환으로 70, 80년대 활동했던 한국 여성 가수들에 대한 트리뷰트 차원에서 〈나만 없다면〉을 작곡하였다.

## 트랙 리스트
| #  | 제목            | 작사   | 작곡   | 편곡           | 재생 시간 |
| -- | --------------- | ------ | ------ | -------------- | --------- |
| 1. | 〈나만 없다면〉 | 김이나 | 윤종신 | 포스티노, 태경 | 3:58      |

## 크레딧
- Producer : 윤종신
- Guitar : 함춘호
- Chorus : 김현아[2]